# Esteban Pavez
Esteban Andrés Pavez Suazo (ur. 1 maja 1990 w Santiago) – piłkarz chilijski grający podczas kariery na pozycji defensywnego pomocnika.